# Ebuild
ebuild je shellový skript napsaný pro balíčkovací systém Portage Gentoo Linuxu.
Každá aplikace má svůj ebuild, který jde nainstalovat pomocí příkazu 
```
emerge
 <jméno aplikace>
```

Proběhne automatická instalace včetně všech závislostí. Ebuild je běžně pojmenován ve formátu
```
<jméno aplikace>-<verze>.ebuild
```

Většinou je ebuild napsán pro instalaci ze zdrojového kódu, avšak mohou se instalovat i binárky nebo meta-balíčky či virtuální balíčky. Meta-balíček je takový balíček, který obsahuje jen seznam balíčků k nainstalování. Virtuální balíček je takový balíček, který odkazuje na několik jiných zajišťujících danou službu (je-li potřeba správce pošty pro chod programu, vyjádří se to pomocí takového balíčku, a dále je jedno, který z možných to bude).